# Lachapelle-Auzac
Lachapelle-Auzac là một xã thuộc tỉnh Lot trong vùng Occitanie phía tây nam nước Pháp.